# Brottö

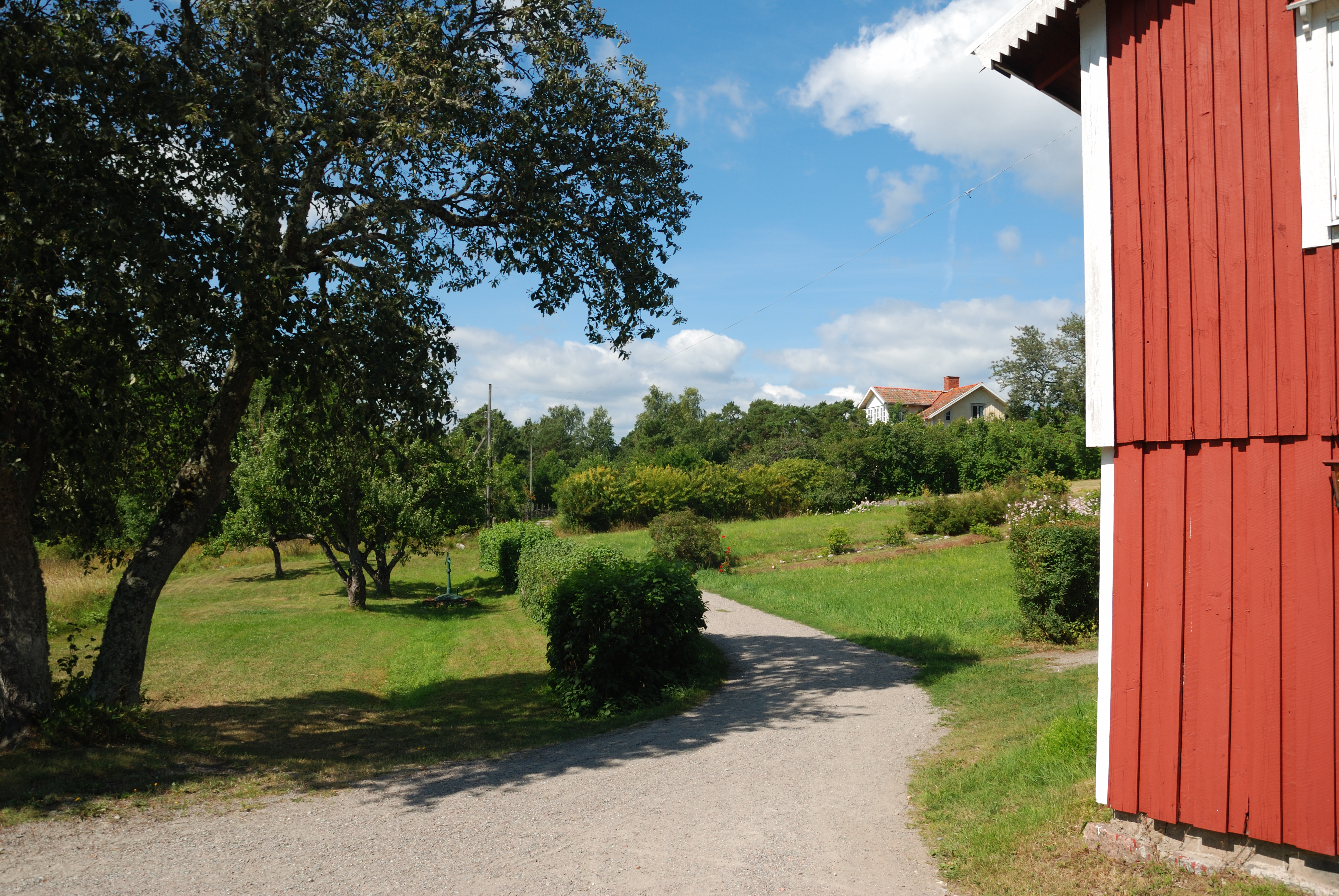
Brottö by

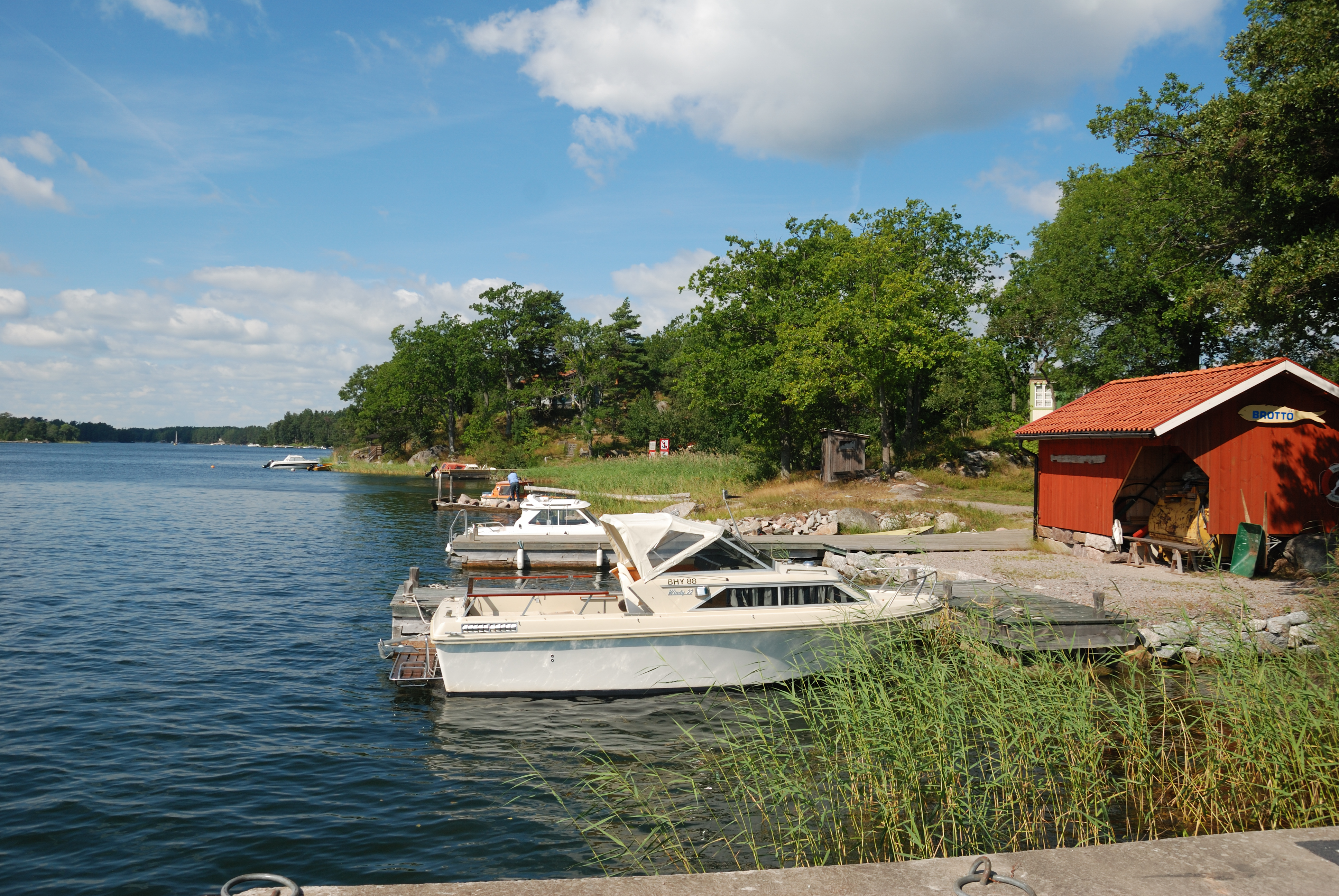
Brottö brygga

Brottö är den västra delen av Ingmarsö, belägen i den nordöstra delen av mellanskärgården, i Stockholms skärgård. På ön finns byn Brottö by med fem (2004) permanent bosatta hushåll samt två sommarstugeområden. Stora delar av ön är sedan 2004 en del av kulturreservatet Brottö skärgårdsjordbruk som även omfattar några mindre öar omkring. Brottö tillhör Österåker kommun.

## Historik
Namnet Brottö finns det flera teorier om, en är att namnet har sitt ursprung i det medeltida bryta i betydelsen förvalta eller förvaltare av annans jord, en annan att namnet har sitt ursprung i ordet bråt som i bryta eller röja vilket tros kopplas till att det kan ha brutits värdefull sten från öns högsta punkter redan innan vikingatiden.
Under förhistorisk tid användes ön för fiske och jakt och först på medeltiden fick ön en bofast befolkning. De äldsta skriftliga beläggen för en bofast befolkning finns i jordeböcker från 1300-talet och det är belagt från 1599 att det fanns kreatur på Brottö. Den odlade ytan var begränsad, och uppgick i början av 1600-talet till mindre än ett hektar.
Genom landhöjningen växte Brottö ihop med Ingmarsö i slutet på 1600-talet.
Under rysshärjningarna i juli 1719 drabbades gården på Brottö svårt till skillnad från Ingmarsö som i princip klarade sig undan helt. 
År 1771 delades den ursprungliga gården i två delar, och den större av de två gårdarna delades igen 1859. Ön hade som mest, i början av 1900-talet en bofast befolkning på 42 personer. Då fanns det tre gårdar i byn, ytterligare en gård vid tegelbruket (verksamt 1875-1900) på den västra delen av ön samt tre torp. En av bondgårdarna i byn såldes på 1950-talet, marken styckades av för att möta den växande efterfrågan på fritidshus. Det finns idag två sammanhängande områden med fritidshus på ön, Lammudden i norr och Brottösund i sydväst.

## Brottö by
Brottö by ligger mitt på öns södra sida och består till större delen av bebyggelse från slutet av 1800-talet och början av 1900-talet. Liksom många liknade byar i mellanskärgården har många fastigheter haft två bostadshus, ett större hus byggt för att sommartid hyras ut till gäster. Under sommarmånaderna kunde de bofasta istället bo det äldre mindre huset och fick därigenom lite extra inkomster. Vid Brottö brygga finns också en äldre paviljong, sannolikt ditflyttad efter Stockholmsutställningen 1897.

## Kulturreservatet Brottö skärgårdsjordbruk
På Brottö skapades 2004 det första kulturreservatet i Stockholms län som fick namnet Brottö skärgårdsjordbruk. Reservatet omfattar de östra och västra delarna av Brottö, samt de mindre öarna Brännholmen, Jolpen och Jolpgrundet. Det småskaliga jordbrukslandskapet anses typiskt för hur folk förr i tiden livnärde sig på öarna i Mellansverige. Kulturreservatet har bildats för att miljön skall leva vidare genom aktivt brukande. Idag odlas det vall på odlingsmarken som används som foder på ett tiotal skotska höglandskor som finns på Brottö.

## Kommunikationer
Ön har vägförbindelse för gång- och cykeltrafik med Ingmarsö, där det bl.a. finns en  Coop-butik. Fastlandet nås i gengäld antingen via Brottö  brygga som trafikeras av Waxholmsbolaget på Husarötraden, genom att ta sig till Norra Ingmarsö brygga för färd med Waxholmsbolaget till  Åsättra på Ljusterö eller med egen båt.